# 민애왕
민애왕(閔哀王, 817년~839년 음력 1월 23일, 재위 : 838년~839년)은 신라의 제44대 국왕이다. 성은 김(金)이고, 이름은 명(明)이다. 아버지는 원성왕의 손자인 김충공(金忠恭, 선강왕으로 추존)이고 어머니는 귀보부인(貴寶夫人, 선의태후로 추존)이며, 왕비는 각간 영공(永公)의 딸인 윤용왕후 김씨(允容王后 金氏)이다.

## 생애

### 출생연도
현존하는 역사서에는 민애왕의 출생연도가 기록되어 있지는 않지만 대구 동화사 비로암 삼층석탑에서 발견된 민애대왕석탑사리호(敏哀大王石塔舍利壺, 보물 제741호, 동국대학교박물관 소장)에 새겨진 기록에 의하면 23세에 사망하였다. 민애대왕석탑사리호는 863년(경문왕 3년) 경문왕이 민애왕의 명복을 기원하며 제작하였다. 
國王奉爲 敏哀大王追崇 福業造石塔記 (중략)
伏以 敏哀大王諱肌 宣康大王之長子 今上之老舅
以開成己未之年太蔟之月下旬有三日 奄弃蒼生春秋二十三
葬▨星霜二紀▨▨▨▨▨惠▨▨▨▨▨至欲崇蓮坮之業於▨桐藪願堂之前創立石塔 (중략)
時咸通四年歲在癸未無射月十日記 (중략)
국왕은 삼가 민애대왕을 위하여 복업을 추숭하고자 석탑을 조성하고 기록한다. ··· (중략)
엎드려 생각컨대 민애대왕의 휘는 肌이며 선강대왕의 맏아들로 금상(今上, 경문왕)의 넛할아버지(老舅, 아버지의 외삼촌)이다.
개성(開成) 기미(己未, 839년) 정월 23일 창생을 버리니 춘추 23세였다.
장례 ▨▨ 치른 후 2기(二紀, 24년) ▨▨▨▨▨ 혜(惠)▨▨▨▨▨ 연화 대좌의 업을 숭앙하고자 하여 ▨ 동수(桐藪)의 원당(願堂) 앞에 석탑을 세우니··· (중략) ···
함통(咸通) 4년(863년) 9월 10일에 기록하다. ··· (중략)

### 즉위 전
835년(흥덕왕 10년) 2월 김균정(金均貞)이 상대등으로 취임하고 그의 아들 김우징(金祐徵, 제45대 신무왕)이 시중에서 물러나면서, 당시 대아찬이었던 김명(金明, 민애왕)이 시중에 임명되었다. 흥덕왕이 후사를 남기지 못하고 붕어하자, 김균정과 그의 조카 김제륭(金悌隆, 제43대 희강왕) 사이에 왕위 계승을 둘러싼 내란이 발생하였다. 민애왕의 누이 2명이 각각 김균정과 김제륭과 혼인하였으므로 민애왕에게는 김균정과 김제륭이 모두 매형이 된다.
836년 아찬 이홍(利弘), 아찬 배훤백(裴萱伯) 등과 함께 제륭을 지지하여 왕으로 옹립하였다.
837년(희강왕 2년) 봄 정월, 상대등에 임명되었다,
838년(희강왕 3년) 봄 정월, 시중 이홍(利弘) 등과 반란을 일으켜 희강왕의 측근들을 죽이고 왕을 핍박하여 궁중에서 목을 매어 자살하게 하고 왕위에 올랐다.

### 즉위 후
838년 이찬 김귀(金貴)를 상대등으로 삼고, 아찬 헌숭(憲崇)을 시중으로 삼았다. 2월, 김우징이 청해진으로 들어가 장보고에게 의탁하며 아버지의 원수를 갚기 위해 병사를 요청하여 군사를 지원받았다. 겨울 12월, 이 중 김양(金陽)이 평동장군이 되어 군대를 거느리고 무주(武州) 철야현(鐵冶縣)에 도착하였다. 왕은 대감 김민주(金敏周)에게 군사를 내어 맞아 싸우게 하였다. 김양이 낙금과 이순행을 시켜 기마병 3천으로 돌격하게 하였는데, 적을 거의 모두 살상하였다.
839년(민애왕 2년) 봄 윤 정월, 김양의 군사가 밤낮으로 행군하여 19일에 달벌(達伐, 대구)의 언덕에 당도하였다. 왕은 김양의 군사가 도달하였다는 소식을 듣고, 이찬 대흔(大昕)과 대아찬 윤린(允璘)ㆍ의훈(嶷勛) 등에게 병사를 거느리고 그들을 막도록 하였다. 김양의 군사가 또 한 차례 싸움에 크게 이겨서, 왕의 군사 중에는 죽은 자가 절반이 넘었다. 이때 왕이 서쪽 교외의 큰 나무 밑에 있었는데, 측근들이 모두 흩어지고 혼자 서서 어찌 할 바를 모르다가 월유택(月遊宅) 안으로 도망하였으나, 병사들이 찾아내어 죽였다. 여러 신하들이 예를 갖추어 장사 지내고, 시호를 민애(閔哀)라 하였다.
민애왕의 사망 날짜와 관련하여 《삼국유사》 왕력(王歷)에는 1월 22일, 민애대왕석탑사리호(敏哀大王石塔舍利壺)의 명문에는 1월 23일에 사망하였다고 기록되어 있다.

## 가계
《삼국유사》 왕력(王歷)에는 민애왕의 아버지 김충공과 어머니 귀보부인은 모두 원성왕의 손자인 혜충태자 인겸의 자식이라고 기록하고 있으며 남매끼리의 근친혼에 해당한다.
- 증조부 : 제38대 원성왕(元聖王, ? ~ 798년)
- 조부-외조부 : 혜충태자 인겸(惠忠太子 仁謙, ? ~ 791년) - 원성왕의 장자. 소성왕에 의해 혜충왕(惠忠王)으로 추존.
  - 아버지 : 김충공(金忠恭, ? ~ 835년) - 선강왕(宣康王)으로 추존.
  - 어머니 : 귀보부인[9] 김씨(貴寶夫人金氏, 생몰년 미상) - 선의태후(宣懿太后)로 추존. 《삼국사기》에는 박씨(朴氏)로 기록되어 있다.[7]
    - 누이 : 문목부인 김씨(文穆夫人金氏) - 희강왕의 왕비이며 경문왕의 할머니.
    - 누이 : 조명부인 김씨(照明夫人金氏) - 김균정의 부인이며 헌안왕의 어머니.

  - 왕후 : 윤용왕후 김씨(允容王后 金氏, 생몰년 미상) - 각간(角干) 영공(永公)의 딸.

## 민애왕이 등장하는 작품
- 《해신》(KBS 2TV, 2004년~2005년, 배우:김주영)

## 같이 보기
- 대구 동화사 비로암 삼층석탑(보물 제247호)
- 전 대구 동화사 비로암 삼층석탑 납석사리호(보물 제741호)